# Франклинтон (Северна Каролина)
Франклинтон (енгл. Franklinton) град је у америчкој савезној држави Северна Каролина.

## Демографија
По попису из 2010. године број становника је 2.023, што је 278 (15,9%) становника више него 2000. године.
| Група             | 2000.       | 2010.         |
| Белци             | 984 (56,4%) | 1.086 (53,7%) |
| Афроамериканци    | 713 (40,9%) | 826 (40,8%)   |
| Азијати           | 3 (0,2%)    | 4 (0,2%)      |
| Хиспаноамериканци | 35 (2,0%)   | 83 (4,1%)     |
| Укупно            | 1.745       | 2.023         |